# 유바리시
유바리시(일본어: 夕張市)는 일본 홋카이도 소라치 종합진흥국 관내에 있는 도시이다. 홋카이도의 중앙부에 위치하며, 한때 이시카리 탄전의 중심 도시로 번영했다. 시목은 벚나무, 시화는 진달래이며, 유바리 멜론의 산지로도 유명하다. 2006년의 심각한 재정난 여파로 2007년 3월 6일에 재정 재건 단체로 지정되어 사실상 파산했다. 지명은 아이누어의 ‘유파로(ユーパロ, 광천이 솟아나는 장소)’에서 유래하였다.

## 지리
소라치(空知) 지방 동남부의 산중에 위치한다. 인구는 서쪽 모미지야마(紅葉山) 지구부터 유바리 지구까지 골짜기를 따라 지나는 철도를 따라 집중되어 있다. 시청은 과거 유바리 탄광이 있었던 주거지 최북부에 있다.
유바리 산지와 소라치 산지에 걸쳐 있는 이시카리 탄전(石狩炭田)의 남부에 위치하여 일찍이 시내에 많은 탄광이 있었다. 동쪽에는 산림이 펼쳐져 있으며, 산림과 주거지에서 흘러나오는 하천은 남부에서 합류하여 유바리시 남부에 계곡을 형성하며 흐른다.
인근의 주요 산으로는 유바리산(夕張岳, 해발 1,668m)이 있으며, 주요 하천으로는 유바리강(夕張川)이 있다.

## 역사
메이지 시대 초기부터 탄광 도시로 발전하여 소라치 지방 내에서도 특히 많은 석탄을 산출하였다. 1874년에 외국인 전문가이자 지질학자인 벤자민 스미스 라이만이 홋카이도 개척사(北海道開拓使, 홋카이도의 개척을 담당하였던 메이지 시대의 관청)에서 파견되어 유바리 인근 지역을 조사하였으며, 조사 결과 유바리강 유역에 석탄 광맥이 존재할 가능성이 있음이 알려졌다. 1888년 라이만의 조사 당시 조사대원이었던 반 이치타로(坂市太郎)가 홋카이도청에서 파견되어 재조사를 통해 실제 광맥을 발견하였으며, 이주자 모집과 시굴을 통해 다수의 광맥을 개척하여 일본 유수의 석탄 산지로 거듭나게 되었다.
1960년에는 홋카이도 단코키센(北海道炭礦汽船)의 유바리 광업소와 헤이와 광업소, 미쓰비시 광업(三菱鉱業)의 오유바리 광업소 등 3대 광업소를 중심으로 광산 및 산업기계를 제조하는 홋탄 기계공업(北炭機械工業), 코크스와 화학제품을 제조하는 홋탄 화성 공업소(北炭化成工業所) 등의 사업체가 설립되는 등 관련 산업도 발달하여 도시의 인구는 116,908명에 달하였다.
그러나 1960년대 이후 일본의 에너지 공급 구조에 변화가 진행되어 해외에서 수입되는 석탄과의 경쟁이 시작되고 안전사고가 빈발하는 한편, 국가의 석탄 정책이 후퇴하는 상황에 직면하게 되었다. 이러한 상황에서 유바리를 기반으로 한 홋카이도 단코키센과 미쓰비시 광업은 활로를 찾기 위해 철강용 코크스와 같은 단가가 높은 고품질 석탄 등으로 기업의 존망을 걸었으나, 이후 찾아온 철강 불황으로 철강용 코크스 수요가 늘어나지 않아 활로 개척에 실패하였다. 결국 1973년 오유바리 광업소의 폐쇄를 시작으로 광산 폐쇄가 속출하였다. 1981년에는 굴지의 규모를 가진 기간사업소인 홋카이도 단코키센의 유바리 신탄광(夕張新炭鉱)에서 가스 유출 사고가 발생하였고, 이 사고 이후 유바리 신탄광을 운영하던 홋카이도 단코키센 주식회사가 파산하면서 석탄 산업의 쇠퇴가 급물살을 타게 되었다. 오일 쇼크 극복을 대의명분으로 삼아 관민이 일체가 되어 국가에 제안했던 국내자원진흥법도 가결되지 못하여, 이후 값싼 양질의 해외 자원이 쏟아지는 현상이 발생하였다. 탄광을 운영하던 기업들의 경영 악화도 이어져 기업들이 일본 내의 탄광을 하나둘씩 폐쇄하고 차례차례 사업을 철회하기 시작하였으며, 이는 일본 최대 규모와 최고 품질을 자랑하던 유바리 역시 예외는 아니었다. 결국 1990년 마지막으로 남아있던 미쓰비시 광업의 미나미 오유바리 탄광(南大夕張炭鉱)이 폐쇄되면서 유바리에서 광업은 완전히 사라졌다.
유바리는 본래 탄광에 의해 개척되었던 도시로, 대규모 농업을 육성할 수 있는 지역이 아니었던 탓에 석탄 산업 이외의 산업 기반이 전무했기에 고용기반이 사라진 노동력과 청년층이 대도시로 유출되면서 인구가 급감하였다. 결국 도시에는 노인들만이 남으면서 급속한 고령화가 진행되었다. 현재는 일본에서 3번째로 인구가 적은 도시가 되었으며, 인구 밀도는 일본의 시(市) 중에서 가장 낮다.
1991년에는 홋카이도 개발국에 의해 유바리강에 댐 건설이 계획되어, 이에 따라 오유바리 지구의 주민 188세대가 이전하였다. 이 댐은 2006년에 본체 공사가 개시되어 2013년에 완공되었다. 댐의 완성으로 막대한 고정자산세 수입이나 수원지역 대책 특별조치법 등에 의한 주변 지역 정비를 위한 국고 보조 등이 새롭게 기대되는 한편, 세계 유일의 교량 형식을 가진 산겐쿄(三弦橋)의 수몰과 공공사업 의존에 대한 염려가 제기되고 있다.
현재는 일교차가 큰 기후를 이용한 멜론 재배, 꽃 재배, 유바리 국제 판타스틱 영화제 등 관광 도시로 재기하려는 시도를 하고 있으나 수요 예측 실패와 과다 투자, 방만한 운영 등으로 인해 부정적인 상황에 놓여 있다.

## 재정 재건 문제

### 재정난에 봉착한 배경
본래 유바리는 탄광 도시로 번영하였으나, 석탄에서 석유로 에너지 정책이 전환되면서 차례차례 탄광이 폐쇄되어 갔다. 1990년에는 마지막으로 남아있던 미쓰비시 미나미 오유바리 탄광이 폐쇄되면서 유바리에서 석탄 산업은 완전히 사라졌다. 이로 인하여 탄광회사가 종업원들을 위해 설치했던 각종 인프라를 시가 매수하게 되었다. 1982년 홋카이도 단코키센이 소유하고 있었던 유바리 탄광병원을 시립병원으로 이관하면서 유바리시는 40억 엔을 부담하였다. 더욱이 홋카이도 단코키센이 사고로 인해 파산하면서 체불되어 있던 광산세 61억 엔은 받을 수 없게 되었다. 또한 홋카이도 단코키센과 미쓰비시 광업이 가지고 있던 상하수도 설비를 매수하고 주택 5000호를 시영 주택으로 전환하면서 지출한 금액은 151억 엔에 달하였다. 결국 유바리시가 폐광 처리 대책비로 지출한 금액은 583억 엔에 이르렀다.
관광 정책의 실패도 재정에 부담을 주었다. 유바리 로봇 대과학관은 관광 개발에 일관성이 없었던 이유 등으로 폐관되었고 폐관 후 다른 용도로 전용할 방안이 없었던 로봇 대과학관은 2008년에 해체되었다. 또한 이러한 시설의 건설에는 지역업자를 우선한 임의계약이 많아, 건설비가 적정 가격에 비해 상당히 높았던 경우도 발견되었으며, 사업이 관광객 유치보다 고용 확보에 초점을 맞춘 탓에 각 시설에 잉여 인원이 많았던 것도 관광 관련 시설의 수지를 악화시킨 요인이 되었다.
나카다 데쓰지(中田鉄治) 시장의 재임 중에는 석탄 산업의 쇠퇴와 시 재정 악화에 대응하여 “탄광에서 관광으로”라는 캐치프레이즈 아래 테마파크, 스키장 등의 개설, 영화제 등 이벤트 개최, 기업 유치로 지역 경제 재건, 청년층을 중심으로 한 인구 유출 억제, 고용 창출 등을 계획하였다. 그러나 역으로 관광·레크레이션 산업이 쇠약기를 맞이하고, 관광 자원이 풍부하지 않음에도 과도한 투자와 방만한 경영을 하면서 누적 적자가 쌓여감에 따라 시 재정에 압박을 가했다.
산탄지역 진흥 임시조치법이 2001년에 효력이 끝나면서 재정 상황이 더욱 악화되었고, 이후 파탄 상태에 있던 재정 문제가 표면화되어 2006년 6월 20일에 고토 겐지 시장이 정기 시의회의 첫 머리에 총무성에 재정재건단체 신청을 할 것을 표명하였다. 이 시점에는 2006년도 결산을 마친 후 2007년도부터 재정재건단체가 될 예정이었다. 이는 유바리시가 표면상으로는 재정 흑자를 기록하고 있었기 때문이다.
그러나 이러한 재정 흑자는 상환해야 할 부채를 새로운 부채로 돌려막는 위험한 방법을 통해 이루어지고 있었기 때문에 부채는 심각한 상태에 이르러 있었다. 당시 12개 금융기관으로부터 차입한 일시 차입금 규모는 292억 엔, 기업 회계를 포함한 지방채 잔고가 187억 엔, 공영기업과 제3섹터에의 채무 및 손실 보상은 120억 엔에 달하였는데, 이는 유바리시의 표준재정규모인 44억 엔을 크게 상회하는 수치였다.
결국 시장의 재정재건단체 신청 표명 후, 소라치 산탄지역 종합발전기금으로부터 14억 엔의 부채를 또 다시 지게 된 것이 밝혀져 위법한 채권 발행 등의 분식회계가 몇 년간 행해졌던 것이 아니냐는 의문이 제기되었다. 이에 홋카이도에서 조사한 결과 이미 2006년도 결산에서 재건단체로 지정되었어야 할 상태였던 것이 판명되었다. 결국 고토 시장은 2006년 7월 25일에 입장을 바꾸어 2006년도 중에 재정재건단체 신청을 할 것을 표명하였다. 홋카이도는 동년 8월 1일에 유바리시의 재정 상태 조사에 관하여 경위 보고를 공표하였다.
재정재건단체 지정 이후 홋카이도는 재건 기간 단축을 위하여 적자액 360억 엔을 연 0.5%의 낮은 이자로 융자하였고, 국가도 지방교부세 교부금 등으로 지원책을 마련하였다. 이러한 모든 상황을 고려했을 때 재건에는 18년이 걸릴 것으로 전망되었다. 유바리시의 재정재건단체 지정은 1992년에 후쿠오카현 아카이케정(赤池町, 현재의 후쿠치정) 이래 14년 만의 지정이었으며, 홋카이도에서는 1972년의 후쿠시마정(福島町) 이래 시(市) 중에서는 1977년 미에현의 우에노시(上野市, 현재의 이가시) 이래 최초의 사례로 기록되었다.
2006년도 결산에서 실질공채비비율(実質公債費比率)은 38.1%임이 밝혀졌다. 이것은 나가노현 오타키촌(王滝村)에 이어 일본 내 지자체 중 2위에 해당하는 수치이며, 재정재건단체로 지정되지 않았다고 하더라도 2008년도 결산부터 적용되는 지방자치체재정건전화법의 적용 대상이 되는 수준이었다.

### 「야미키사이(ヤミ起債)」 문제
산탄지역 진흥 임시조치법이 효력을 잃음에 따라, 해당 법에 의해 행해졌던 상당한 규모의 지방교부세 분배가 사라지고 지방채 의존도가 높아졌다. 여기에 당시 유바리시를 포함해 6개의 지자체는 이미 한도액에 가까운 금액의 부채를 지면서 극단적인 재정 위기에 빠져 있었다. 이러한 가운데 지방재정법의 허점을 이용한 지자체의 재정 운영 방식인 야미키사이(ヤミ起債)가 등장하였다.
본래 지방채 발행에는 도도부현 지사의 허가가 필요하나(2006년 4월부터는 지자체의 재정난을 없애기 위해 국가와 지자체가 사전 협의한 뒤 지자체의 판단에 따라 발행하는 제도로 변경), 긴급 시에는 사전 허가 없이 국가나 도도부현이 출자한 기금을 운영하는 금융기관으로부터 일시 차입금을 받는 것이 가능하다. 이 제도를 이용해 유바리시는 “소라치 산탄지역 종합발전기금” 등 각종 기금이나 은행 및 신용금고 등의 금융기관으로부터 돈을 빌리는 등의 방법으로 위기를 넘겨 왔다.
본래 이러한 방법은 일시적으로 세수(稅收)가 부족할 때나 회계제도상 재정이 어려워지기 쉬운 회계연도 말에 소액을 단기간 빌리는 등의 형태로 이루어지는 것이 일반적이나, 6개 지자체는 세수 부족분의 보충과 융자금 자체를 상환하기 위해 다시 채무를 지는 일이 반복되어 채무가 누적되면서 이른바 빚을 빚으로 막는 상태에 빠졌다. 이러한 문제를 숨기기 위해 매년 4월 1일부터 5월 31일까지로 지정되어 있는 결산을 위한 출납정리기간을 악용하여 신년도의 회계에서 빌린 돈을 전년도의 회계에 포함시켜 겉보기에는 흑자처럼 보이는 등의 위법한 결산 조작을 행하고 있었다. 이는 결국 홋카이도 척식은행의 파산과 홋카이도 내 지역경제 불황을 불러 일으켰다.
또한 야미키사이 문제에 홋카이도가 관여했다는 의혹도 제기되었으나 이러한 문제를 가졌던 탄광 지역 지자체가 많아 꼭 홋카이도에 국한된 문제는 아니었다. 탄광지 등의 광산 지대가 폐광 후 지자체가 유지되는 데에 성공했던 사례는 히타치 그룹이 과거 탄광과 히타치 동광의 노동자를 대부분 재고용했던 조반 탄전(常磐炭田), 우베 흥산(宇部興産)을 중심으로 중화학 공업으로 전환했던 우베 탄광(宇部炭鉱) 정도 밖에 존재하지 않으며, 세계적으로 보아도 희귀하다.

### 재정 재건 계획
영화제는 중지하고 직원 급여 삭감은 2006년 9월부터 실시하며, 비율은 시장 50%, 조역 40%, 교육장 25%, 일반 직원 15%로 정해졌다. 2007년 4월부터는 더욱 삭감하여 시장 75%, 조역 70%, 교육장 66% 등으로 철저하게 삭감하여 시장 급여는 일본 내 최저 수준이 되었다. 시의회 의원은 18명에서 9명으로 줄이고, 의원 보수도 311,000엔에서 180,000엔으로 삭감하였다.
이어서 신규 직원 채용은 동결하고 조기퇴직 권고 등을 통해 직원 수 역시 줄일 예정이다. 그 결과 조기퇴직 희망자는 130명을 넘었으며, 정년과 희망퇴직을 합하여 전직원 중 약 절반인 152명이 2006년 말까지 퇴직하였다. 이것은 당초 계획했던 직원수에 가까운 것으로, 갑작스러운 퇴직으로 행정 공백 등이 염려되고 있음에도 시는 이러한 조기퇴직으로 인해 인원감축계획이 앞당겨진 것으로 보고 있다. 또한 조기퇴직자는 고위직이 약 7할을 점유하고 있으며, 부장과 차장직은 전원이 사퇴하였다. 2007년 말 퇴직자 내역에 따르면 퇴직자 수는 부장직은 12명 전원, 차장직은 11명 전원, 과장직은 32명 중 29명, 주간직은 12명 중 9명, 계장 및 주사직은 76명 중 45명, 일반직은 166명 중 46명이다.
또한 시는 보유하고 있던 31개 관광시설 중 29개 시설을 운영위탁, 매각, 폐지할 방침을 세웠으며, 대부분 홋카이도 내에서는 사업 규모가 큰 편인 카모리 관광(加森観光)에 위탁 및 매각될 것으로 예상되고 있다.
시민 부담 역시 커져 시민세는 개인당 평균 3,000엔에서 3,500엔으로, 고정자산세는 1.4%에서 1.45%로, 경자동차세는 현행 세율의 1.5배로 증액하였으며, 온천을 이용하는 이용자에 대해 부과되는 입욕세(入湯税)를 신설하여 1인당 150엔으로 결정하였다. 또한 쓰레기 처리는 일률 유료화, 시설 사용료는 50% 인상, 하수도 사용료는 10m3당 1,470엔에서 2,440엔으로 인상, 보육료는 3년 간은 유지하나 그 이후 7년 간 단계적으로 국가 기준에 맞추어 인상하게 된다. 교통수단의 경로 할인은 폐지 예정이었으나 개인 부담금을 200엔에서 300엔으로 인상하여 존속시키는 것으로 결정되었다. 그러나 이 영향으로 전출자가 속출하여 2006년과 2007년 2년 동안 인구는 10% 감소하였다.
공공시설은 많은 시설이 폐지되는 것으로 결정되었으나 여론의 반발 등이 있어 모두 폐쇄될 예정이었던 7개 공공 화장실 중 2개소를 존속시키고, 남부 커뮤니티 센터는 사용료를 인상하고 조나이카이(町内会, 한국의 반상회보다 좀 더 규모가 큰 주민 자치회) 등에 의한 관리 운영을 조건으로 존속이 결정되었다. 수영센터는 여름 한정으로 운영할 예정이었으나 2008년 3월 쌓인 눈의 무게를 이기지 못해 건물의 일부가 붕괴되어 사용 불가가 되어 수리도 검토되었지만 결국 해체되었다. 도서관은 보유도서와 도서대출 업무를 보건복지센터로 옮기고 폐지하였다.
2006년과 2007년 모두 각종 경비 감소는 예상한 것 이상으로 효과적이었으며, 약 2억 엔에 달하는 기부금이 있었던 것도 도움이 되어 계획보다 약 4억 엔가량 상회하는 채무 변제에 성공하였다. 그러나 계획상 연도가 지날수록 변제액이 증가하는 것으로 예정(2007년도의 계획액은 약 11억 엔이나, 2017년부터는 20억 엔 이상, 2024년에는 29억 엔 수준)되어 있어, 여전히 낙관은 할 수 없는 상황이다.

## 경제
본래는 석탄 채굴이 주요 산업이었다. 현재는 멜론 재배를 중심으로 한 농업과 정밀기계 및 식품가공업, 석탄의 역사나 영화 등을 테마로 한 관광 산업이 있으나, 관광 산업은 시에 거액의 재정 부담을 주어 재정 악화를 표면화시키고 있다. 인구 감소와 현저한 고령화(2008년 기준으로 65세 이상 비율은 일본 내 최고인 43%)로 인해 기업 진출이 이뤄지지 않고 있고 전망도 불투명하다.

## 인구
유바리시의 인구는 시의 서쪽인 옛 JR 홋카이도의 이시카쓰선 유바리 지선을 따라서 집중되어 있다. 유바리 지선은 한때 석탄을 운반하는 노선으로 번성했지만 탑승인원이 계속 줄어 2019년 4월 1일에 폐선했다. 시청은 유바리역 북쪽에 있다.

## 교육
학교는 모두 공립으로, 시의 재건 계획에 근거하여 2008년 4월에 소학교와 중학교 각 1개교가 폐교되었다. 2010년 4월에는 중학교 2개교가 폐교되었고, 2011년 4월에는 소학교 5개교를 폐교했다. 계획이 완료되면 최종적으로 소학교와 중학교는 각 1개교가 될 전망이며, 이 중 중학교는 2010년 4월 폐교되는 시미즈사와 중학교(清水沢中学校) 부지에 신설한 시립 유바리 중학교가 될 예정이다.

## 기후
| 유바리시의 기후                                              | 유바리시의 기후 | 유바리시의 기후 | 유바리시의 기후 | 유바리시의 기후 | 유바리시의 기후 | 유바리시의 기후 | 유바리시의 기후 | 유바리시의 기후 | 유바리시의 기후 | 유바리시의 기후 | 유바리시의 기후 | 유바리시의 기후 | 유바리시의 기후 |
| 월                                                           | 1월             | 2월             | 3월             | 4월             | 5월             | 6월             | 7월             | 8월             | 9월             | 10월            | 11월            | 12월            | 연간            |
| ------------------------------------------------------------ | --------------- | --------------- | --------------- | --------------- | --------------- | --------------- | --------------- | --------------- | --------------- | --------------- | --------------- | --------------- | --------------- |
| 역대 최고 기온 °C (°F)                                       | 6.6 (43.9)      | 11.6 (52.9)     | 14.4 (57.9)     | 26.2 (79.2)     | 31.3 (88.3)     | 31.6 (88.9)     | 35.0 (95.0)     | 34.9 (94.8)     | 31.5 (88.7)     | 24.4 (75.9)     | 19.0 (66.2)     | 11.5 (52.7)     | 35.0 (95.0)     |
| 일평균 최고 기온 °C (°F)                                     | −2.7 (27.1)     | −1.7 (28.9)     | 2.4 (36.3)      | 9.9 (49.8)      | 17.0 (62.6)     | 20.6 (69.1)     | 23.7 (74.7)     | 24.4 (75.9)     | 20.7 (69.3)     | 14.1 (57.4)     | 6.3 (43.3)      | −0.6 (30.9)     | 11.2 (52.1)     |
| 일일 평균 기온 °C (°F)                                       | −6.6 (20.1)     | −6.0 (21.2)     | −1.8 (28.8)     | 4.5 (40.1)      | 10.9 (51.6)     | 15.0 (59.0)     | 18.8 (65.8)     | 19.6 (67.3)     | 15.6 (60.1)     | 8.9 (48.0)      | 2.1 (35.8)      | −4.2 (24.4)     | 6.4 (43.5)      |
| 일평균 최저 기온 °C (°F)                                     | −11.1 (12.0)    | −10.8 (12.6)    | −6.4 (20.5)     | −0.3 (31.5)     | 5.5 (41.9)      | 10.5 (50.9)     | 15.2 (59.4)     | 16.0 (60.8)     | 11.3 (52.3)     | 4.2 (39.6)      | −1.8 (28.8)     | −8.1 (17.4)     | 2.0 (35.6)      |
| 역대 최저 기온 °C (°F)                                       | −21.6 (−6.9)    | −23.6 (−10.5)   | −19.5 (−3.1)    | −13.8 (7.2)     | −2.8 (27.0)     | 1.2 (34.2)      | 5.1 (41.2)      | 7.1 (44.8)      | 0.2 (32.4)      | −3.8 (25.2)     | −13.3 (8.1)     | −19.0 (−2.2)    | −23.6 (−10.5)   |
| 평균 강수량 mm (인치)                                        | 115.3 (4.54)    | 82.0 (3.23)     | 78.5 (3.09)     | 78.4 (3.09)     | 107.1 (4.22)    | 86.4 (3.40)     | 129.8 (5.11)    | 185.6 (7.31)    | 156.0 (6.14)    | 119.7 (4.71)    | 129.5 (5.10)    | 131.5 (5.18)    | 1,399.8 (55.12) |
| 평균 강설량 cm (인치)                                        | 225 (89)        | 172 (68)        | 132 (52)        | 34 (13)         | 0 (0)           | 0 (0)           | 0 (0)           | 0 (0)           | 0 (0)           | 3 (1.2)         | 84 (33)         | 230 (91)        | 880 (347.2)     |
| 평균 강우일수                                                | 19.0            | 16.3            | 14.9            | 12.5            | 12.0            | 10.1            | 10.8            | 12.3            | 12.2            | 14.5            | 17.0            | 20.2            | 171.8           |
| 평균 강설일수                                                | 18.7            | 16.4            | 14.5            | 5.0             | 0               | 0               | 0               | 0               | 0               | 0.4             | 6.6             | 18.7            | 80.3            |
| 평균 월간 일조시간                                           | 94.7            | 103.7           | 142.5           | 160.4           | 186.1           | 160.8           | 132.8           | 142.0           | 153.7           | 134.9           | 90.9            | 80.1            | 1,582.6         |
| 출처: 일본 기상청 (평년값: 1991년~2020년, 극값: 1976년~현재) |                 |                 |                 |                 |                 |                 |                 |                 |                 |                 |                 |                 |                 |

## 교통

### 철도
- 홋카이도 여객철도 세키쇼선

폐선된 노선
- 유바리 철도선
- 미쓰비시 오유바리 철도선

### 도로
- 고속도로
  - 도토 자동차도
- 일반국도
  - 국도 274호선
  - 국도 452호선

## 예술
- 유바리 국제 판타스틱 영화제

## 자매 도시
- 중국 랴오닝성 푸순시